# Alan Jones
Alan Jones (Melbourne, 2. studenog 1946.) je bivši australski sportski automobilist.
Bio je svjetski prvak u Formuli 1 1980. godine s bolidom Williams-Ford.